# József főhercegi palota
A József főhercegi palota vagy József főherceg palotája, korábbi nevén Teleki-palota 1787–89 között épült és 1902-ben jelentősen átalakított palota volt a Budai Várnegyedben, a Szent György tér nyugati, Krisztinavárosra néző oldalán, szemközt a Sándor-palotával. Az 1789-ben befejezett klasszicista Teleki-bérpalota 1892-ben került József Károly Lajos főherceg tulajdonába, aki historizáló stílusban alakította át. Tőle fia, József Ágost főherceg örökölte. Buda 1945-ös ostroma idején súlyosan megsérült, 1968-ban lebontották, helyén az 1980-as években középkori rommezőt és terepszint alatti múzeumot alakítottak ki. 2021. július 16-án a munkaterület átadásával megkezdődött az újjáépítése.
Nem tévesztendő össze a Habsburg-palota nevű épülettel, amely szintén a Budai Várnegyedben, a Dísz tér 4-5. szám alatt található, és a Hunyadi János útra, a Víziváros felé tekint.

## Története
A palota helyén a középkorban két ház állt. Északi felén Pálóczi László palotája állt, aki 1446–1470 között országbírói hivatalt viselt. Pálóczi elhunyta után, 1471-ben Mátyás király az épületet Csupor Miklós erdélyi vajdának juttatta. 1474-ben a vele átellenben fekvő káptalanhoz került, kanonokok lakóhelye lett. A telek déli felén Benedict Heym 1362-ben épült háza állt, melyet az 1380-as években Demeter bíboros, esztergomi érsek, majd 1514 után a Bánffy család szerzett meg.
A török háborúk során mindkét ház rommá vált. Buda visszafoglalása és a török kiűzése után a német Gassl fivéreké lett, de 1714-ben az ingatlant a bécsi Haditanács kisajátította katonai célokra (ütegállás létesítésére).
1787-ben a hadsereg elárverezte, ekkor Teleki József (1738–1796) ugocsai főispán, koronaőr vásárolta meg, titkárának, Cornides Dánielnek, a pesti egyetem tanárának javaslatára.  
Teleki U-alaprajzú, kétszintes, 12 lakásos bérpalotát (tehát nem elsősorban Teleki családi rezidenciát) építtetett itt, Anton Fisches pozsonyi építész tervei alapján, copf stílusban. 1789-ben készült el, ekkor kapta sokáig használt nevét, a Teleki-palotát. 1857-ben a császári kincstár vásárolta meg, és Albert főherceg tábornagynak utalta ki, aki 1851–59 között Magyarország katonai főkormányzója volt.
A kiegyezés után átmenetileg a Belügyminisztériumot helyezték el a Teleki-palotában. 1869–70-ben a honvéd vezérkar igényeinek megfelelően átépítették, kibővítették, Frey Lajos (1829–1877) és Kauser Lipót (1818–1877) tervei alapján. József nádor fia, József Károly Lajos főherceg (1833–1905), lovassági tábornok, a Magyar Honvédség főparancsnoka 1873-ban ide költöztette az új Honvéd Főparancsnokság hivatalait. A Szent György tér és a Dísz tér között 1889-re megépült az új Magyar Királyi Honvédelmi Minisztérium, a hivatalokat átköltöztették, a Teleki-palotát József Károly Lajos főherceg megvásárolta a Kincstártól a maga számára. 1902-ben a főherceg átépíttette és kibővíttette a palotát, historizáló stílusban, Korb Flóris és Giergl Kálmán tervei alapján. Ekkor kapta saroktornyait, és a nyugati (krisztinavárosi) homlokzat keleties díszeit.

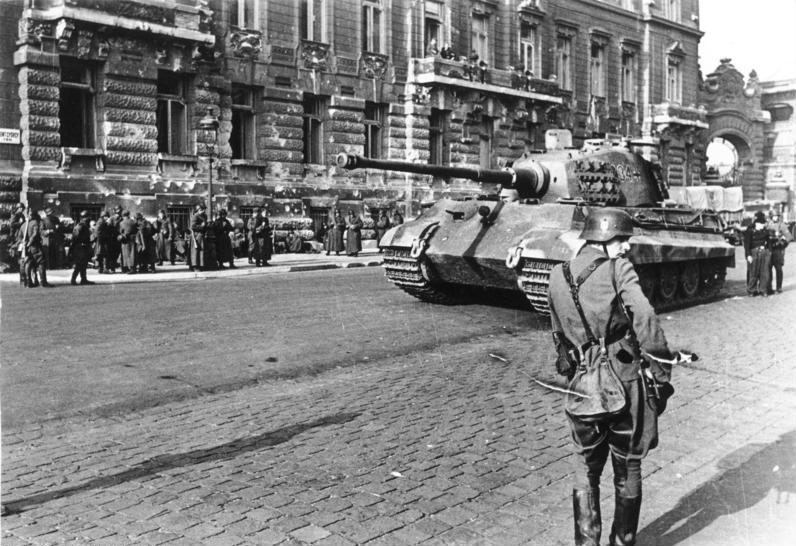
Német páncélos a Szent György téren, József főherceg palotája előtt, 1944. október 15. utáni napokban

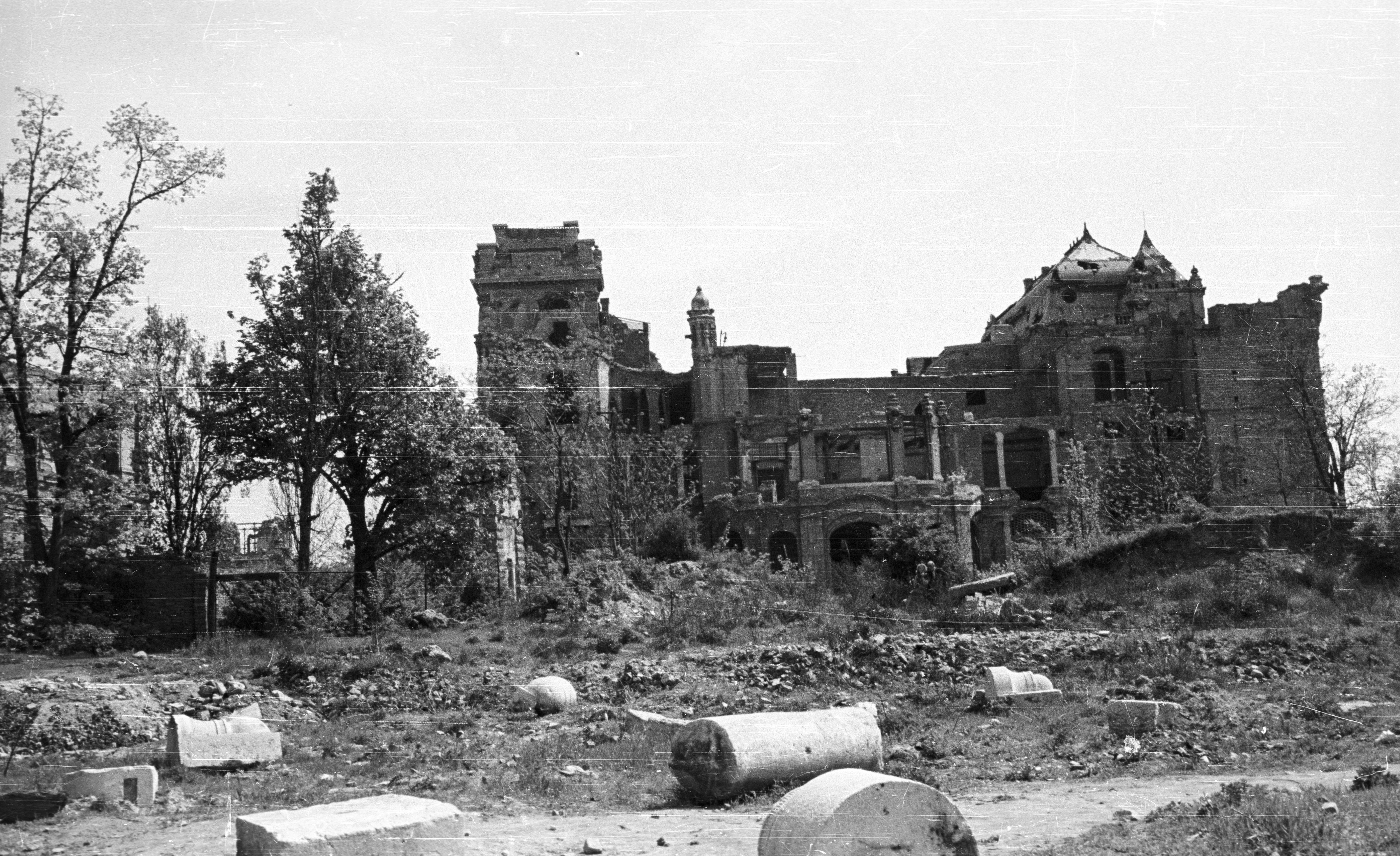
A palota romjai a Fehérvári kapu felől nézve

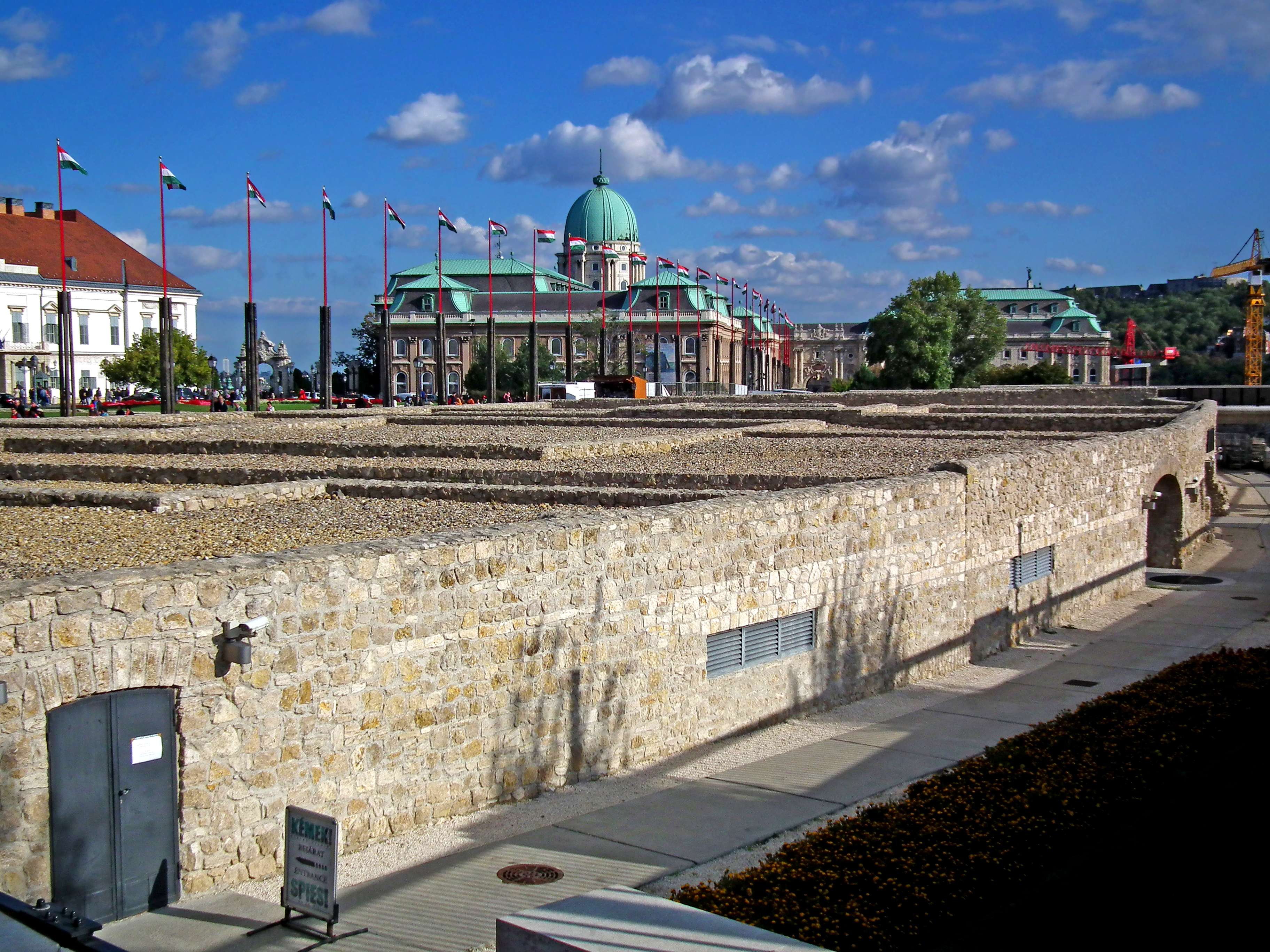
A palota helye 2016-ban

## Pusztulása
Az első és a második világháború alatt a palotát József Károly Lajos fia, József Ágost főherceg lakta családjával. Budapest ostroma során a főhercegi család Nyugatra menekült, az épület nyugati (krisztinavárosi) homlokzatát több belövés érte. Korabeli szakvélemények szerint a sérülések javíthatóak lettek volna. A romeltakarítási munkák idején ipari tanulók szállása és munkásétkezde volt. 1953-ban kiürítették. Sokáig üresen állt, az 1960-as években filmfelvételek céljából felgyújtották. 1968 júniusában a leromlott állapotú palotát felrobbantották, a romokat az alapokkal együtt lebontották és eltakarították. Az 1990-es években a palota és az egykor hozzá csatlakozó ún. József-kertek helyére az államvezetés középkori rommezőt építtetett, később terepszint alatti pincemúzeumot is kialakítottak.

## A József-kert
A palotától északra, a nyugati várfal peremén a Fehérvári rondelláig húzódó területen a középkorban és a török hódoltság idején számos ház épült, ez volt a Szent György utca. A török kiűzése után német telepesek költöztek ide. Egy 1784-ben felvett regiszter szerint Catharina Berghoffer és Antonius Seth földszintes házai álltak itt. Az 1800-as évek elején további házak épültek ide, barokk és copf stílusban, de 1902-ben József Károly Lajos főherceg, a Teleki-palota új tulajdonosa valamennyit lebontatta, és 1901–1906 között palotakertet alakított ki (a palota tervezőinek, Korb Flórisnak és Giergl Kálmánnak tervei alapján). Északi végében 1903-ban egy „látvány”-istállót építettek, neoreneszánsz stílusban. A második világháború után a park helyét legyalulták, helyére középkori rommezőt, autóparkolót „építettek”. 2021-ig borház és pincemúzeum működött benne.

## Újjáépítése
2019. január 23-án a magyar kormány arról hozott döntést, hogy a Nemzeti Hauszmann Program részeként újjáépítik a palotát.
2020 végén a Várkapitányság közzétette a József főhercegi palota és a hozzá tartozó Neoreneszánsz kert, valamint az udvari istálló látványterveit. 2021. július 15-én írta alá a kivitelezővel a megvalósítási szerződést, majd július 16-án át is adták a munkaterületet.

## További információ
- Városliget, Budavári Palota, Szent György tér. Építészfórum, 2014. június 19.
- N. Kósa Judit: Műemlékvédelem robbantással, Népszabadság Online, 2015. 04. 25. (nol.hu)
- Giergl Kálmán építész Archiválva 2009. február 18-i dátummal a Wayback Machine-ben
- Magyar Károly: Szent György tér - Sándor-palota, Hadügyminisztérium, Teleki-palota (http://budavar.btk.mta.hu)
- Koncepcióvázlat a Budai Várnegyed jövőjéről. Építészfórum, 2011. május 6. (http://epiteszforum.hu)
- Egy birodalom romjai: Az elpusztított budapesti föld feletti és föld alatti katonai-diplomáciai negyed (falanszter.blog.hu)
- Fénykép a palotáról. (panoramio.com)
- Korb Flóris építész, a pesti New York- és a Klotild-paloták tervezője 155 éve született (mtva.hu)
- A budavári Szent György tér 1945 előtt. Képek Czagány István könyvéből. (multbanezo.blogspot.hu)
- Dittrichné Vajtai Zsuzsanna: Budapest Főváros I. kerületének története írásban és képekben (pdf). Mek.Oszk.hu / budavar.hu, 2012 (Hozzáférés: 2017. július 24.)